# Știuca, Timiș
Știuca este satul de reședință al comunei cu același nume din județul Timiș, Banat, România.